# 郁山镇
郁山镇，是中华人民共和国重庆市彭水苗族土家族自治县下辖的一个乡镇级行政单位。

## 行政区划
郁山镇下辖以下地区：
白马社区、新中社区、南京社区、天星社区、铜锣村、大坝村、朱砂村、玉山村、坪洋村、青龙堡村、陈家园村、清洁村、和睦村、钟鼓村和白池村。